# Холодильная установка

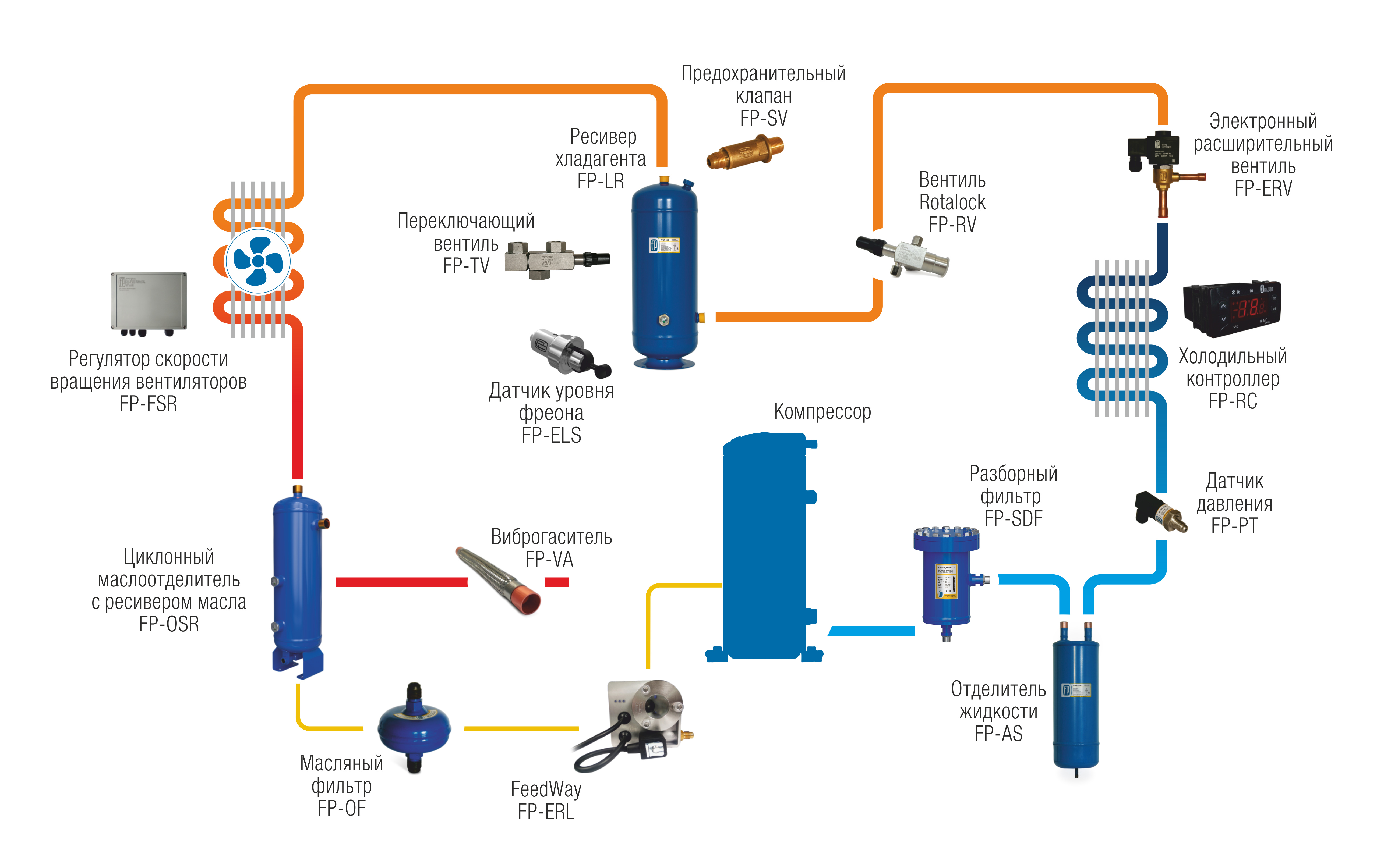
Схема холодильной установки

Холодильные машины и установки предназначены для искусственного снижения и поддержания пониженной температуры ниже температуры окружающей среды от +10 °С до -153 °С в заданном охлаждаемом объекте (машины и установки для создания более низких температур называются криогенными). Отвод и перенос тепла осуществляется за счёт потребляемой при этом энергии. 
Холодильная установка выполняется по проекту в зависимости от проектного задания, определяющего охлаждаемый объект, необходимого интервала температур охлаждения, источников энергии и видов охлаждающей среды (жидкая или газообразная).
Холодильная установка может состоять из одной или нескольких холодильных машин, укомплектованных вспомогательным оборудованием: системой энерго- и водоснабжения, контрольно-измерительными приборами, приборами регулирования и управления, а также системой теплообмена с охлаждаемым объектом. Холодильная установка может быть установлена в помещении, на открытом воздухе, на транспорте и в различных устройствах, в которых необходимо поддерживать заданную пониженную температуру и удалять излишнюю влажность воздуха.
Система теплообмена с охлаждаемым объектом может быть с непосредственным охлаждением холодильным агентом, по замкнутой системе, по разомкнутой, как при охлаждении сухим льдом, или воздухом в воздушной холодильной машине. Замкнутая система может также быть с промежуточным хладоносителем, который переносит тепло от охлаждаемого объекта к холодильной установке.
Началом развития холодильного машиностроения в широких размерах можно считать создание Карлом Линде в 1874 году первой аммиачной парокомпрессионной холодильной машины. С тех пор появилось много разновидностей холодильных машин, которые можно сгруппировать по принципу работы следующим образом: парокомпрессионные, упрощённо называемые компрессорные, обычно с электроприводом; теплоиспользующие холодильные машины: абсорбционные холодильные машины и пароэжекторные; воздушно-расширительные, которые при температуре ниже -90 °С экономичнее компрессорных, и термоэлектрические, которые встраиваются в приборы.
Каждая разновидность машин имеет свои особенности, по которым выбирается их область применения. В настоящее время холодильные машины и установки применяются во многих областях народного хозяйства и в быту.
Поток хладагента регулируется с помощью ТРВ (дросселирование), а работу ТРВ контролирует термобаллон, который закреплен во входящую трубу испарителя.